# Samuel Clason (läkare)
Carl Edward Samuel (Sam.) Clason, född 3 juli 1896 i Gryts församling, Södermanlands län, död 9 augusti 1946 i Hedvig Eleonora församling, Stockholm, var en svensk läkare. Han var son till riksarkivarie Sam. Clason. 
Clason blev medicine kandidat 1919, medicine licentiat 1924, medicine doktor 1933 och docent i obstetrik och gynekologi vid Karolinska institutet 1935. Han var underläkare i Gällivare 1925–1926, på Allmänna barnbördshuset 1927–1930, Södra barnbördshuset 1931–1933, vid Sabbatsbergs sjukhus 1934, läkare vid Serafimerlasarettets gynekologiska poliklinik, tf. överläkare vid Allmänna barnbördshuset, Sabbatsbergs sjukhus, Malmö allmänna sjukhus, överläkare vid Sankt Eriks barnbördshus 1939, ledamot av centralstyrelsen för Sveriges Läkarförbund 1932–1941, revisor i Stockholms stads sjukhusdirektion 1937–1938 och reservofficer 1915–1922.
Av Clasons skrifter kan nämnas Studier över den normala graviditetens längd och variationer hos människan med särskild hänsyn till konstitutionella faktorers allmänna inflytande härå (gradualavhandling, 1932), ett flertal arbeten, uppsatser och  artiklar i obstetriska, medicinska och sjukvårdsorganisatoriska ämnen (bland annat i Acta Obstetricia, Svensk Läkartidning, Jordemodern och Sunt Förnuft), Banesårets vittnesbörd om kulan (Karl XII:s död, 1940) och Gåtan från Fredrikshald (1941).